# Уфимський державний авіаційний технічний університет
Уфимський державний авіаційний технічний університет (УДАТУ) ( башк. Өфө дәүләт авиация техник университеты, ӨДАТУ Өфө дәүләт авіація технік університети, ӨДАТУ) — технічний вищий навчальний заклад міста Уфи. 

## Історія
Історичні корені УДАТУ йдуть в XIX століття: прабатьком університету був Варшавський політехнічний інститут , в 1907 році переведений в місто Новочеркаськ (де на його основі був створений Південно-Російський державний політехнічний університет (НПІ) імені М. І. Платова). 
Офіційна історія вузу сходить до 1932 року. Тоді був заснований Рибінський авіаційний інститут, базою якого стала філія Новочеркаського авіаційного інституту . Восени 1941 року Рибінський авіаційний інститут був евакуйований до Уфи і в 1942 році перейменований в Уфимський авіаційний інститут імені Серго Орджонікідзе (УАІ). (У 1955 році інститут в Рибінську був відроджений, нині це Рибінський державний авіаційний технічний університет імені П. А. Соловйова). 
У 1982 році за заслуги в підготовці кваліфікованих фахівців і розвитку наукових досліджень УАІ був нагороджений орденом Леніна . 
У 1992 році УАІ отримав статус технічного університету  . 
У 2011 році вуз перейменований в Федеральну державну бюджетну освітню установа вищої професійної освіти «Уфимський державний авіаційний технічний університет»  . 
У 2016 році вуз перейменований в Федеральну державну бюджетну освітню установу вищої освіти «Уфимський державний авіаційний технічний університет» . 
Підготовка фахівців здійснюється за 61 спеціальністю і 25 напрямками в галузі авіаційної і ракетно-космічної техніки; автоматики і управління; машинобудування і металообробки; приладобудування; електронної техніки, радіотехніки і зв'язку; електромеханіки; електроенергетики; прикладної математики; інформаційної та обчислювальної техніки; економіки і управління; безпеки життєдіяльності. 
З жовтня 1966 року в вузі видається газета «Авіатор». 
Університет бере участь в програмі запуску мікросупутників . 

## Керівники
Директори:
- Фрейман Семен Абрамович (1932-1933)
- Душин Микола Іванович (1933-1935)
- Гординський Зіновій Григорович (1935-1936)
- Гогосов Володимир Антонович (1936-1939)
- Гусаров Олександр Пилипович (1942-1944)
- Ємелін, Іван Павлович (1939-1942, 1944-1961)

Ректори:
- Мавлютов Рифат Рахматуллович (1961-1992)
- Кусимов Салават Тагірович (1992-2003)
- Гузаіров Мурат Бакеєвич (2003-2014)
- Дегтярьов Олександр Миколайович (в.о., жовтень 2014 - червень 2015)
- Кріон Микола Костянтинович (червень 2015 - теперішній час) [9]

## Структура
Факультети та інститути

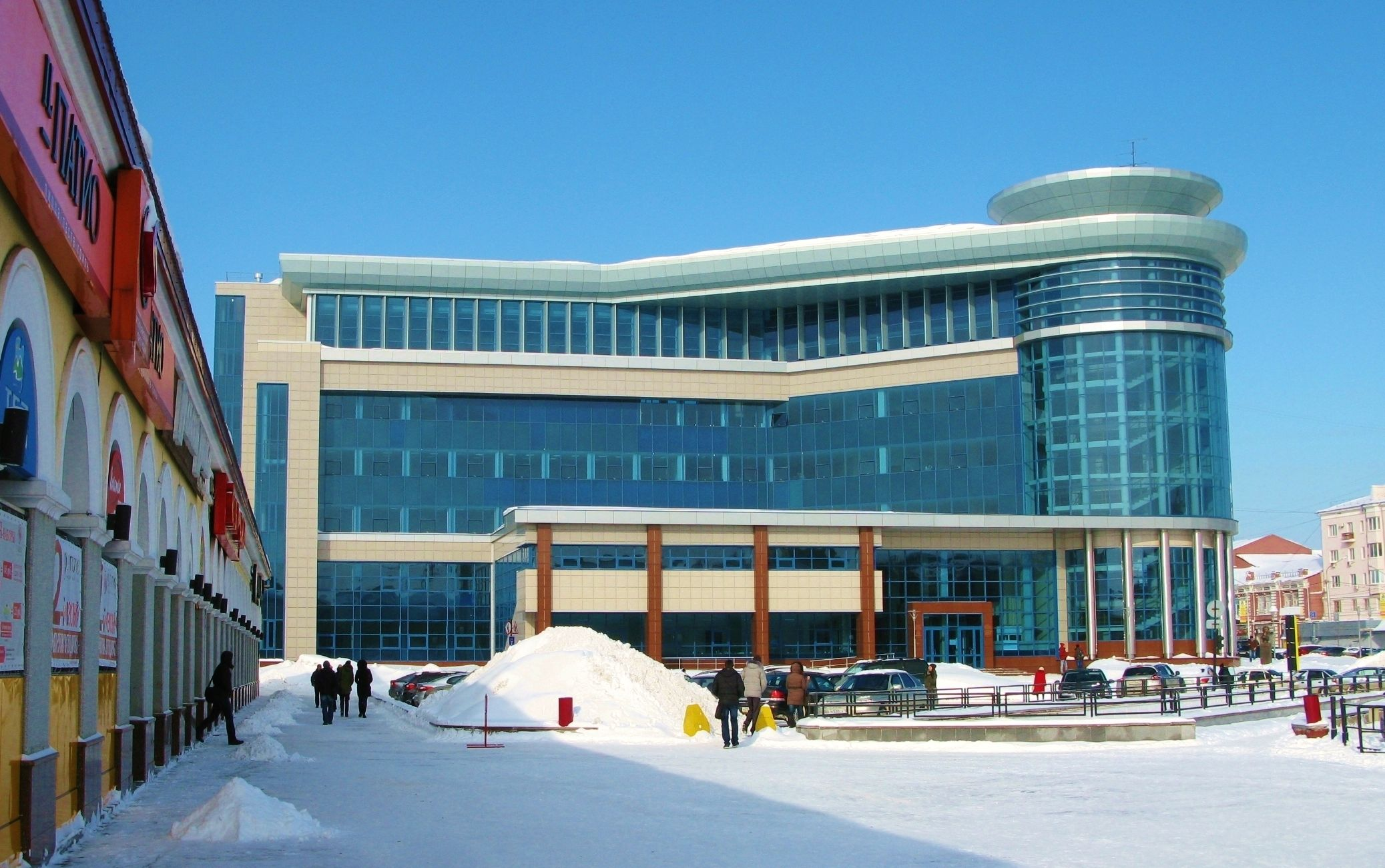
Уфимський державний авіаційний технічний університет (9-й корпус)

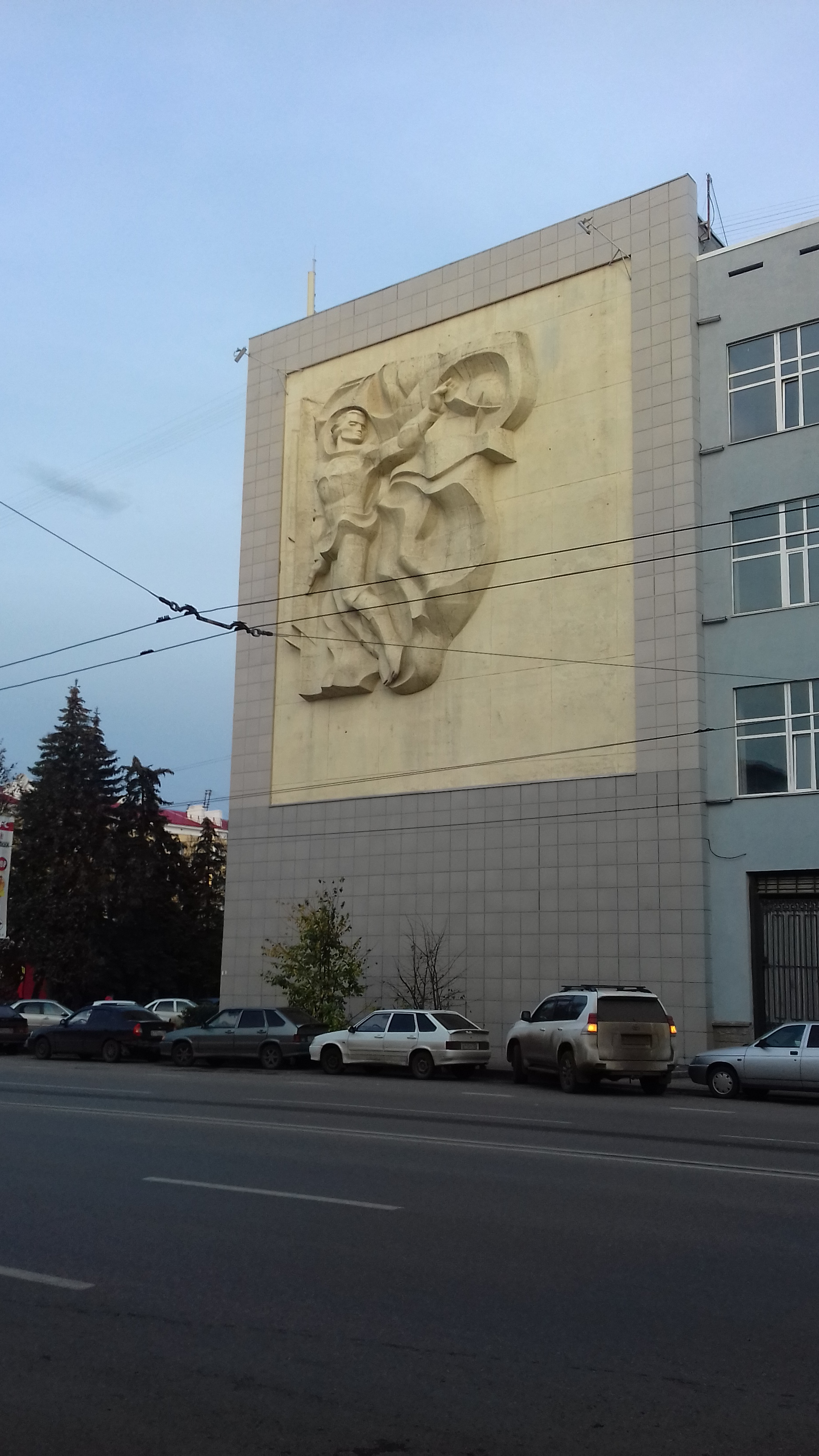
Інститут авіаційних технологій і матеріалів - вулиця Карла Маркса буд.12 к.7 в місті Уфа, Башкортостан, Росія (будівля Уфимського державного авіаційного технічного університету (УДАТУ) - вид з боку вулиці Карла Маркса)

- Факультет авіаційних двигунів, енергетики і транспорту
- Факультет авіоніки, енергетики та інфокомунікацій
- Факультет інформатики та робототехніки
- Інститут авіаційних технологій і матеріалів
- Інститут економіки і управління
- Загальннауковийо факультет
- Факультет захисту в надзвичайних ситуаціях
- Інститут військово-технічної освіти
- Вечірній факультет при УМВО
- Уфимський авіаційний технікум

Філії
- Філія УДАТУ в Ішимбаї
- Філія УДАТУ в Кумертау

## Рейтинги
У 2014 році агентство «Експерт РА » включило ВНЗ в список кращих вищих навчальних закладів Співдружності Незалежних Держав, де йому було присвоєно рейтинговий клас «Е» . 